# Йонас Андерссон (плавець)
Йонас Андерссон (2 червня 1984) — шведський плавець.
Учасник Олімпійських Ігор 2008 року.